# Dona Zula
Dona Zula (ou Mestra Zula), nascida Jorsonleide de Paula Paes em Belém, é uma mestra da cultura popular brasileira.

## Biografia
Nascida em Flexeira, ilha no entorno da Ilha de Caratateua, Dona Zula começou seu envolvimento com a cultura popular paraense aos 12 anos de idade, quando dançou pela primeira vez no Cordão do Pássaro Tem-Tem do Fama, na Ilha de Caratateua. Em 28 de abril de 1984, criou o Cordão de Pássaros Grupo Junino Tem-Tem, a Pastorinha Filhas do Oriente e uma folia de Reis para as festividades juninas no distrito de Icoaraci.
Em 1997, tendo se mudado de Icoaraci para a comunidade Trindade, bairro de Itateua, na Ilha de Caratateua, Dona Zula ali fundou com seu marido, José Demétrio Cardoso, o Barracão do Tem Tem, onde ocorrem ensaios de grupos folclóricos de cordão de pássaros, pastorinhas, folia de Reis e carimbó.
Afastada do dia a dia do trabalho no barracão por problemas de saúde, Dona Zula repassou aos filhos e netos a missão de dar continuidade aos trabalhos do grupo cultural:
Eu sempre incentivo, eu sempre digo se eu falecer hoje o grupo tem que ensaiar; vocês podem continuar, é um trabalho. Vocês não vão ficar: "a minha mãe morreu e acabou." Pra mim é bonito por que se eu tiver pelo menos a dádiva de tá menos olhando lá de cima de onde eu estiver, o grupo, o pássaro, nós temos as pastorinhas, nós vamos ensaiar em novembro.
Em 2014, recebeu a Medalha Cidadão da Cultura "Mestre Verequete", outorgada pela Assembleia Legislativa do Estado do Pará.